# Società Ginnastica Gallaratese
 (février 2023).
Si vous disposez d'ouvrages ou d'articles de référence ou si vous connaissez des sites web de qualité traitant du thème abordé ici, merci de compléter l'article en donnant les références utiles à sa vérifiabilité et en les liant à la section « Notes et références ».
La Società Ginnastica Gallaratese, plus connue comme Gallaratese, était la section football de la société de gymnastique de la ville de Gallarate, dans la province de Varèse, en Lombardie. 

## Historique
Créée en 1876 comme société sportive, la Gallaratese Calcio prit part à trois éditions du championnat de Serie B et à plusieurs championnats de Serie C. 
Elle fusionna en 1995 avec la Pro Patria de la ville voisine de Busto Arsizio, à la suite de quoi une nouvelle Gallaratese est refondée — mais sans le palmarès de la Gallaratese historique.

## Historique des noms
- 1909-1933 : Società Ginnastica Gallaratese
- 1933-1935 : Associazione Calcio Gallaratese
- 1935-1998 : Società Ginnastica Gallaratese
- 1998-2016 : Società Ginnastica Gallaratese Associazione Sportiva Dilettantistica
- 2016-2018 : Associazione Sportiva Dilettantistica Gallaratese